# マディソン・カニングハム
マディソン・カニングハム(Madison Cunningham 1996年10月14日 - )はアメリカのシンガー・ソングライター、ギター奏者である。ローリング・ストーン誌はその音楽を「西海岸フォーク・ロックの新たな解釈であり、一つ屋根の下にクラシック音楽の素養とエレキギターのサウンドとジャズ流派のコードチェンジと確固としたオルタナティブ・ロック・スタイルのすべてが同居している」と形容している。カニングハムの２枚目のスタジオ・アルバム『フー・アー・ユー・ナウ(Who Are You Now)』(2019年)は第62回グラミー賞において、最優秀アメリカーナ・アルバムにノミネートされた。3枚目のスタジオ・アルバム『リヴィーラー(Revealer)』(2022年)は2023年の第65回グラミー賞において最優秀フォーク・アルバムを受賞した。
なお、ウェブ上では「カニンガム」の表記が散見されるが、実際の発音に倣えば「カニングハム」と表記する方が妥当である。

## 生い立ちとキャリア
マディソン・カニングハムはカリフォルニア州エスコンディードで生まれたあと、コスタメサに移り、そこで育った。カニングハムは地元の教会の牧師の娘であり、5人姉妹の長女であった。父と祖母からの影響で、7歳のときにはギターを弾き始め、教会で歌った。10代後半にプロデューサーのタイラー・チェスターと知り合い、ともに自主流通のスタジオ・アルバム『オーセンティシティ(Authenticity)』(2014年)を制作した。
カニングハムは『オーセンティシティ』を2021年にストリーミングサービスから引き上げた。もはや自らとの繋がりが感じられない作品だと思われたからである。カニングハムは自らの信仰について「キリスト教は私にとっていつも違った顔をして現れてくる。『日に日に増して不可知論者になっていってる』というのが夫にいつも言っている決まり文句なの。」と語っている
。
高校を卒業後、カニングハムはビートルズ、ジョニ・ミッチェル、ボブ・ディランなど多くのミュージシャンから影響を受けた。他に影響を受けたのはレディオヘッド、フィオナ・アップル、フアナ・モリーナ、ジェフ・バックリィなどである。
2017年、カニングハムはクリス・シーリが司会する、アメリカン・パブリック・メディアのショー「ライヴ・フロム・ヒア」の出演者となった。シーリとはその後もしばしばコラボすることになった。またマルチ楽器奏者アンドルー・バードの12枚目のソロ・スタジオ・アルバム『マイ・ファイネスト・ワーク・イェット(My Finest Work Yet)』(2019年)にヴォーカリストとしてクレジットされて、バードとともにツアーも行なった。
2019年8月16日にリリースされた『フー・アー・ユー・ナウ』はその翌年、グラミー賞の最優秀アメリカーナ・アルバムにノミネートされた。2020年、カニングハムは3枚目のEP『ウェンズデイ(Wednesday)』をリリースした。同EPはトム・ウェイツ、レディオヘッド、ジョン・メイヤーおよびビートルズの楽曲をカバーしている。カニングハムは現在ロサンゼルスを拠点として活動している
。
2022年8月3日にカニングハムはNPRのタイニー・デスク・コンサートに出演し、リリース直前のスタジオ・アルバム『リヴィーラー』から4曲を披露した。NPRミュージックの寄稿者ジューリー・ハイトはマディソンについて「大胆な道先案内人であり、4曲の間に持ち替えた3本のギターによって演奏された手練れのギターパートによって我々を探求の旅へと導いた」と述べている。
2022年9月9日、カニングハムは3枚目のスタジオ・アルバム『リヴィーラー』をリリースした。コンシクウェンス誌の編集コーディネーター、パオロ・ラグーザは同アルバムについて「『リヴィーラー』のどの曲をとっても、カニングハムは自身の聴衆を満足させると同時に驚嘆させることができることを証明している。そして2022年において今のところリリースされたうちで最も愉悦に満ちたアルバムの一つである。」と書いている
。
2024年10月18日に、カニングハムとアンドルー・バードは新たなスタジオ・アルバム『カニングハム・バード(Cunningham Bird)』をリリースした。アルバム『バッキンガム・ニックス』(1973年)をまるごとカバーしているのを特色としている。後者のアルバムはアメリカのロック・ギタリスト、リンジー・バッキンガムと歌手のスティーヴィー・ニックスのデュオによる唯一のスタジオ・アルバムであり、2人はその後フリートウッド・マックのメンバーとなった。

## ディスコグラフィー

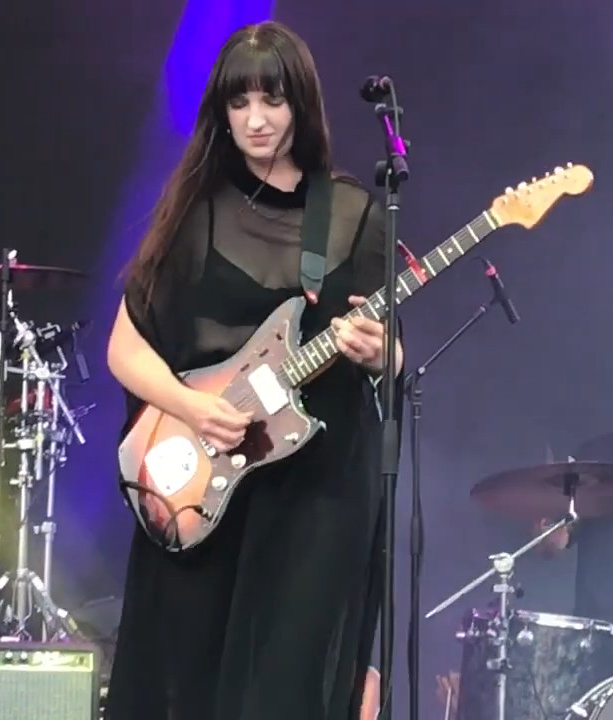
ウィネッカ音楽フェスティバルで演奏中のカニングハム、2023年

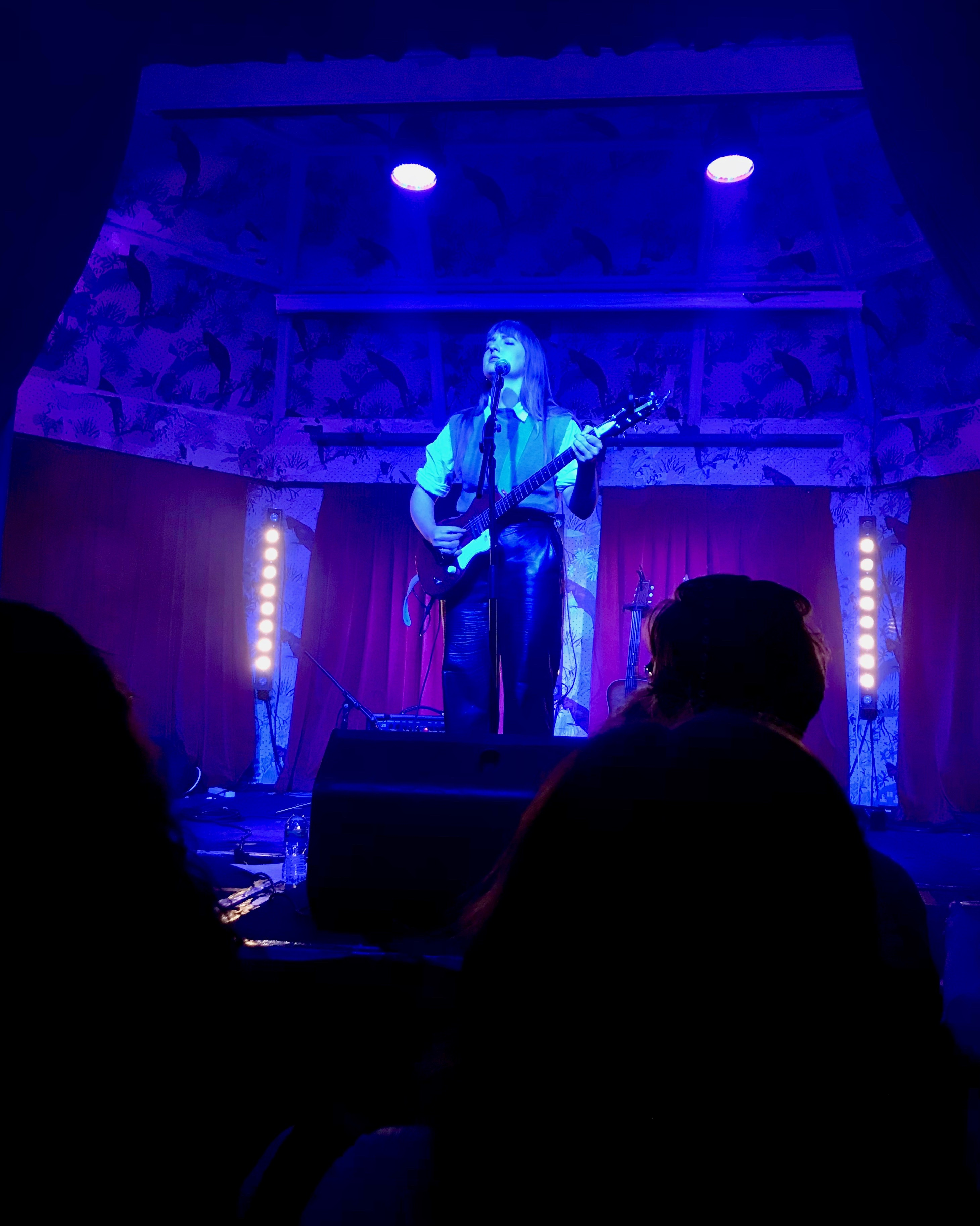
英国マンチェスターのデフ・インスティテュートで演奏中のカニングハム、2022年

### スタジオ・アルバム
- 『オーセンティシティ』(2014年)
- 『フー・アー・ユー・ナウ』(2019年)
- 『リヴィーラー』(2022年)
- 『カニングハム・バード』(2024年)、アンドルー・バードとの共演

### EP
- 『ラヴ、ルーズ、リメンバー(Love, Lose, Remember)』 (2017年)
- 『フォー・ザ・セイク・オブ・ザ・ライム(For the Sake of the Rhyme)』(2019年)
- 『ウェンズデイ』 (2020年)

### シングル
| 年   | タイトル                                       | 収録盤                                        |
| ---- | ---------------------------------------------- | --------------------------------------------- |
| 2018 | Beauty into Clichés                            | フォー・ザ・セイク・オブ・ザ・ライム          |
| 2018 | All at Once                                    | フォー・ザ・セイク・オブ・ザ・ライム          |
| 2018 | Last Boat to Freedom                           | フォー・ザ・セイク・オブ・ザ・ライム          |
| 2018 | Last Boat to Freedom (ピアノ・バージョン)      | アルバム未収録シングル                        |
| 2018 | All at Once (ソロ・バージョン)                 | アルバム未収録シングル                        |
| 2018 | Location                                       | フォー・ザ・セイク・オブ・ザ・ライム          |
| 2018 | Location (ソロ・バージョン)                    | アルバム未収録シングル                        |
| 2019 | Pin It Down                                    | フー・アー・ユー・ナウ                        |
| 2019 | Something to Believe In                        | フー・アー・ユー・ナウ                        |
| 2019 | Trouble Found Me                               | フー・アー・ユー・ナウ                        |
| 2020 | No One Else to Blame                           | アルバム未収録シングル                        |
| 2020 | Giraffe                                        | アルバム未収録シングル                        |
| 2020 | Coming Back                                    | アルバム未収録シングル                        |
| 2020 | イン・マイ・ライフ                             | ウェンズデイ                                  |
| 2020 | ノー・サプライゼズ                             | ウェンズデイ                                  |
| 2020 | The Age of Worry                               | ウェンズデイ                                  |
| 2021 | Broken Harvest                                 | アルバム未収録シングル                        |
| 2021 | Song in My Head (reimagined)                   | アルバム未収録シングル                        |
| 2021 | Plain Letters (reimagined)                     | アルバム未収録シングル                        |
| 2021 | Poses                                          | ウェンズデイ (エクスパンデッド・エディション) |
| 2022 | Anywhere                                       | リヴィーラー                                  |
| 2022 | Hospital                                       | リヴィーラー                                  |
| 2022 | In from Japan                                  | リヴィーラー                                  |
| 2022 | Life According to Raechel                      | リヴィーラー                                  |
| 2023 | Hospital (One Man Down) (feat. レミー・ウルフ) | リヴィーラー (デラックス・エディション)       |
| 2023 | Inventing the Wheel                            | リヴィーラー (デラックス・エディション)       |
| 2023 | Live in Studio                                 | アルバム未収録シングル                        |
| 2023 | Subtitles                                      | アルバム未収録シングル                        |

## 受賞とノミネート
| 年   | 団体       | 賞                                       | 作品                                       | 結果       |
| ---- | ---------- | ---------------------------------------- | ------------------------------------------ | ---------- |
| 2020 | グラミー賞 | 最優秀アメリカーナ・アルバム             | フー・アー・ユー・ナウ                     | ノミネート |
| 2022 | グラミー賞 | 最優秀フォーク・アルバム                 | ウェンズデイ(エクステンデッド・バージョン) | ノミネート |
| 2023 | グラミー賞 | 最優秀フォーク・アルバム                 | リヴィーラー                               | 受賞       |
| 2023 | グラミー賞 | 最優秀アメリカン・ルーツ・パフォーマンス | Life According to Raechel                  | ノミネート |
| 2024 | グラミー賞 | 最優秀アメリカン・ルーツ・パフォーマンス | Inventing The Wheel                        | ノミネート |